# Éva Marton
Éva Marton-Heinrich (Boedapest, 18 juni 1943) is een Hongaars sopraan die vooral bekend is door haar vertolkingen van Puccini's Turandot en Tosca, en Wagneriaanse rollen. Aanvankelijk was zij lyrisch sopraan, later steeds meer dramatisch sopraan.

## Jeugd en muzikale vorming
Marton studeerde zang bij Endre Rösler en Jenö Sipos aan de Franz Liszt Muziekacademie in Boedapest. Zij maakte haar professionele debuut als Kate Pinkerton in Puccini's Madame Butterfly tijdens het zomerfestival op Margaretha-eiland. Aan de Hongaarse Staatsopera debuteerde zij in 1968 als Koningin van Shemaka in Rimsky-Korsakovs ballet De Gouden Haan.
In 1972 werd zij door Christoph von Dohnányi uitgenodigd in de Opera van Frankfurt op te treden als de gravin in La nozze di Figaro. Hetzelfde jaar zong ze Matilde in Rossini's Guillaume Tell in Florence, gedirigeerd door Riccardo Muti. Ze keerde ook terug naar Boedapest om Odabella te vertolken in Verdi's Attila. In 1973 trad ze voor het eerst op in de Weense Staatsopera in Puccini's Tosca. In 1977 vertolkte ze in de Staatsopera van Hamburg de rol van keizerin in Die Frau ohne Schatten van Richard Strauss, en debuteerde ze in de Opera van San Francisco in de titelrol van Verdi's Aida. In 1978 trad ze op in het Teatro alla Scala in Milaan als Leonora in Verdi's Il trovatore. Ze debuteerde aan de Lyric Opera of Chicago in 1979 als Maddalena in Giordano's Andrea Chénier.
In 1981 trad ze tijdens het operafestival van München op in de titelrol van de Egyptische Helena van Richard Strauss, met dirigent Wolfgang Sawallisch. Ze zong in 1982 en 1983 de rol van Leonore in Beethovens Fidelio, beide keren met dirigent Lorin Maazel.

## Wagneriaanse rollen
In 1976 maakte zij haar debuut aan de Metropolitan Opera in New York in de rol van Eva in Richard Wagners Die Meistersinger von Nürnberg. In 1977-1978 zong zij tijdens het Bayreuth Festival zowel Elisabeth als Venus in Tannhäuser. In 1982 vertolkte zij de rol van Elisabeth in Tannhäuser in de Metropolitan Opera.
Marton werd later een frequent vertolker van de rol van Brünnhilde in Wagners Der Ring des Nibelungen. Zij trad in 1996 op in de complete Ringcyclus met dirigent Zubin Mehta in de Lyric Opera of Chicago. In 1998 verscheen zij in een nieuwe bewerking van Lohengrin in de Staatsopera van Hamburg, waar zij Ortrud zong.

## Turandot
Marton zong de titelrol van Puccini's laatste opera Turandot voor het eerst in de Weense Staatsopera in 1983. Het werd een rol waarmee ze sterk geïdentificeerd was. Sinds 1983 heeft ze hem meer dan honderd keer uitgevoerd in de Metropolitan Opera, het Teatro alla Scala, de Arena van Verona, de San Francisco Opera, de Lyric Opera of Chicago, de Opera van Washington, het Operagezelschap van Boston onder Sarah Caldwell (in 1983), Barcelona, en de Grand Opera van Houston. Ze heeft Turandot ook vertolkt in zes televisie- en videoproducties, inclusief een uitvoering door de Weense Staatsopera onder leiding van Harold Prince, een Metropolitan Opera productie van Franco Zeffirelli en een productie ontworpen door David Hockney verfilmd in de San Francisco Opera. Zij zong de rol ook in het Aurora Opera house in Gozo, Malta. Ze heeft twee plaatopnamen van Turandot gemaakt, eerst met dirigent Lorin Maazel en later met Roberto Abbado.

## Recente jaren
Martons nieuwe rollen in dit millennium omvatten Isolde in Wagners Tristan und Isolde in de Staatsopera van Hamburg in 2000, en Kundry in Parsifal in Barcelona en Lissabon in 2001. In 2006 en 2007 trad ze op in een concertversie van Giordano's Fedora tijdens het Miskolc Operafestival, in Elektra van Richard Strauss in de Deutsche Oper am Rhein in Düsseldorf, en in Janáčeks Jenůfa in Hamburg, in de rol van de Kostelnicka.
Zij nam afscheid van het operatoneel nadat zij in Barcelona in februari en maart 2008 de rol van Klytemnestra in Elektra had gezongen. In november 2010 zong zij echter Klytemnestra nog tijdens een uitvoering van Elektra in het Grand Théâtre de Genève.
Sinds 2005 is Éva Marton hoofd van de zangfaculteit van de Franz Liszt Muziekacademie in Boedapest en sinds 2006 daar zangdocent.

## Onderscheidingen
- 1980 Zangeres van het jaar, "Zilveren Roos" in Milaan
- 1997 Kossuthprijs in Hongarije
- 1987 Eretitel "Oostenrijkse Kammersängerin"
- 1991 Erelid van de Weense Staatsopera
- 2003 Commandeurskruis met Ster van de Hongaarse Orde van Verdienste
- 2006 Perzische Gouden Leeuwin onderscheiding van de World Academy of Arts, Literature and Media (WAALM)

Éva Marton is erelid van de Club van Boedapest.

## Discografie (selectie)
- Puccini: Tosca, 1976
- Puccini: Manon Lescaut, 1978
- Richard Strauss: Elektra, 1980 (dirigent: Wolfgang Sawallisch)
- Beethoven: Fidelio, 1983
- Giordano: Andrea Chénier, 1986
- Giordano: Fedora, 1986
- Boito: Mefistofele, 1988
- Catalani: La Wally, 1990
- Respighi: Semirâma, 1990
- Richard Strauss: Salome, 1990
- Wagner: Siegfried, 1990 (Brünnhilde, dirigent: Bernard Haitink)
- Wagner: Götterdämmerung, 1991 (Brünnhilde, dirigent: Bernard Haitink)
- Mascagni: Cavalleria rusticana, 1996
- Puccini: Turandot, 1983